# József Alvinczi
El Barón József Alvinczi de Borberek (en alemán: Joseph Alvinczy, Freiherr von Berberek; 1 de febrero de 1735-25 de septiembre de 1810) fue un soldado en el Ejército de los Habsburgo y Mariscal de Campo del Imperio austríaco.

## Primeros años
Étnicamente magiar, nació en Transilvania en un lugar llamado Alvinc (en alemán: Alwintz), y pasó su infancia en el hogar de Graf Franz Gyulai antes de unirse a su regimiento como Fähnrich a la edad de 14 años. Para 1753 había pasado a ser Hauptmann.
Durante la Guerra de los Siete Años, Alvinczy se distinguió liderando una compañía de granaderos en las batallas de Torgau y Teplitz, donde su valiente liderazgo le valió el ascenso como segundo mayor. Al finalizar la guerra trabajó extensamente en la implementación de las nuevas regulaciones en el ejército de Franz Moritz von Lacy.

## Guerra de Sucesión, Guerra turca, y campaña de los Países Bajos
Ascendido a Oberst (coronel) al mando del 19.º Regimiento de Infantería en 1774, lideró a sus hombres en la Guerra de Sucesión Bávara, donde tomó el Böhmertor, ciudad de Habelschwerdt y capturó al Comandante prusiano Adolfo de Hesse-Philippstal, una hazaña que le mereció el ascenso a Mayor General y recibir la Orden Militar de María Teresa.
Alvinczy luchó a las órdenes de Ernst Gideon Freiherr von Laudon en la Guerra otomana de 1787, pero no cumplió su misión de capturar Belgrado. Después de un corto periodo instruyendo al futuro emperador, el Archiduque Francisco, retornó al mando de su regimiento. Después de ser promovido a Feldmarschalleutnant, fue transferido a los Países Bajos Austríacos en 1790 para suprimir los Estados Unidos de Bélgica, hasta que una caída de su caballo le forzó a retirarse.

## Neerwinden, Fleurus, Charleroi
Al estallido de las Guerras revolucionarias francesas en 1792, Alvinczy estaba al mando de una División, estabilizando a sus desmoralizados hombres hasta llevarlos a la victoriosa batalla de Neerwinden en 1793, llevando a sus hombres a capturar la población; por esta hazaña recibió la Cruz de Comandante de la Orden Militar de María Teresa. Cogió el mando de un Ejército auxiliar que apoyaba a los británicos a las órdenes del Duque de York y Albany, combatiendo en Landrecy y en la Batalla de Fleurus, antes de ser herido en Mariolles.
Tras recuperarse y ser ascendido a Feldzeugmeister, Alvinczy advirtió a Guillermo VI de Orange en el alivio exitoso de Charleroi en junio de 1793, perdiendo dos caballos en el proceso, y ganando como recompensa la Gran cruz de la Orden Militar de María Teresa. Durante breve tiempo fue comandante del Ejército del Alto Rin, fue rellamado a Viena para servir en el Hofkriegsrat en 1795.

## Campaña italiana y posteriores asignaciones
A finales de 1796 tomó el mando del ejército que combatía a Napoleón Bonaparte en el norte de la península italiana. Después de organizar a la milicia tirolesa para afrontar la amenaza del avance francés en 1796, tuvo la tarea de aliviar el tercer Sitio de Mantua. El ejército de Alvinczy era formado principalmente de nuevos reclutas y unos pocos oficiales experimentados.
Derrotó a Bonaparte en Bassano el 6 de noviembre y en Caldiero el 12 de noviembre. En última instancia, Bonaparte ganó la dura victoria sobre Alvinczi en la Batalla del puente de Arcole el 15-17 de noviembre de  1796. Después de una primera retirada hacia Vicenza, los austríacos reocuparon el campo de batalla el 22 de noviembre. Pero cuando descubrió que las tropas a las órdenes del teniente Paul Davidovich habían empezado su propia retirada, admitió la derrota y retrocedió a Bassano.
A pesar de su deterioro de la salud, se reagrupó y lo intentó de nuevo. Sufrió una severa derrota en la Batalla de Rívoli el 14-15 de enero de 1797. Mantua se rindió poco después. Entonces recibió el puesto de gobernador militar de Hungría, siendo promovido a Mariscal de Campo en 1808. Murió dos años más tarde en Buda.